# Ava (film, 2020)
Pour les articles homonymes, voir Ava.
Pour plus de détails, voir Fiche technique et Distribution.
Ava est un thriller américain réalisé par Tate Taylor, sorti en 2020.

## Synopsis
Ava (Jessica Chastain) est une tueuse travaillant pour une organisation d'opérations secrètes, qui parcourt le monde en exécutant des contrats de hauts profils. Lorsqu'un travail tourne mal, Ava est obligée de se battre désormais pour survivre et sauver sa famille.

## Fiche technique
Sauf indication contraire, les informations mentionnées dans cette section peuvent être confirmées par la base de données cinématographiques IMDb,  présente dans la section « Liens externes ».
- Titre original : Ava
- Titre de travail : Eve
- Réalisation : Tate Taylor
- Scénario : Matthew Newton
- Musique : Bear McCreary
- Décors : Molly Hughes
- Costumes : Megan Coates
- Photographie : Stephen Goldblatt
- Montage : Zach Staenberg
- Production : Kelly Carmichael, Nicolas Chartier, Jessica Chastain et Dominic Rustam

Production déléguée : Jonathan Deckter, William Earon, Erika Hampson et John Norris
- Sociétés de production : Freckle Films et Voltage Pictures
- Sociétés de distribution : Vertical Entertainment (États-Unis) ; Netflix (France)
- Pays de production :  États-Unis
- Langue originale : anglais, français, allemand
- Genre : Thriller, action et drame
- Durée : 96 minutes
- Dates de sortie :
  - Hongrie : 2 juillet 2020 (avant-première mondiale)
  - Belgique : 29 juillet 2020
  - États-Unis : 25 septembre 2020 (vidéo à la demande)
  - France : 1er décembre 2020 (Netflix)

## Distribution
- Jessica Chastain (VF : Rafaèle Moutier ; VQ : Mélanie Laberge) : Ava Faulkner
- Colin Farrell (VF : Boris Rehlinger ; VQ : Martin Watier) : Simon
- Common (VF : Daniel Lobé ; VQ : Patrick Chouinard) : Michael
- Geena Davis (VF : Annie Le Youdec ; VQ : Marie-Andrée Corneille) : Bobbi Faulkner
- John Malkovich (VF : Edgar Givry ; VQ : Sylvain Hétu) : Duke
- Christopher Domig : Gunther
- Joan Chen (VF : Caroline Jacquin ; VQ : Hélène Mondoux) : Toni
- Diana Silvers : Camille
- Jess Weixler (VQ : Éveline Gélinas) : Judy Faulkner
- Ioan Gruffudd (VF : Xavier Fagnon ; VQ : Gilbert Lachance) : Peter Hamilton
- Joe Sobalo, Jr. : Alejandro
- Michel Muller : Teddy

 Source et légende : version québécoise (VQ) sur Doublage.qc.ca

## Production
En août 2018, le film a suscité des critiques en raison de la présence de Matthew Newton (en) comme réalisateur, après avoir été accusé de multiples allégations d'agression et de violence domestique. En plus des accusations, il a également plaidé coupable d'avoir agressé Brooke Satchwell, sa petite amie de l’époque. Jessica Chastain, une des leaders du mouvement #MeToo, s'est vue accusée d'hypocrisie pour avoir travaillé avec Newton. Il est ensuite annoncé que Tate Taylor est embauché pour réaliser le film, en remplacement de Matthew Newton. Cependant, Newton reste sur le projet en tant que scénariste et Chastain reste attachée à incarner le rôle titre,.
En septembre 2018, Colin Farrell, Common et John Malkovich ont rejoint le casting du film. En octobre 2018, Falk Hentschel, Diana Silvers, Geena Davis, Joan Chen et Jess Weixler ont également rejoint le casting,,.
Le tournage a lieu à Boston, le 24 septembre 2018,.